# Zapasy na Igrzyskach Boliwaryjskich 1977
Turniej w ramach Igrzysk w La Paz w 1977 roku. Rozgrywano zawody tylko w stylu wolnym.

## Tabela medalowa
Gospodarz zawodów został zaznaczony kolorem.
| Poz.  | Państwo   |    |    |    | Łącznie |
| ----- | --------- | -- | -- | -- | ------- |
| 1.    | Wenezuela | 4  | 5  | 1  | 10      |
| 2.    | Kolumbia  | 2  | 2  | 1  | 5       |
| 3.    | Panama    | 2  | 0  | 1  | 3       |
| 4.    | Ekwador   | 1  | 2  | 4  | 7       |
| 5.    | Peru      | 1  | 1  | 2  | 4       |
| 6.    | Boliwia   | 0  | 0  | 2  | 2       |
| Razem | Razem     | 10 | 10 | 11 | 31      |

## Wyniki

### W stylu wolnym
| Waga    | złoty              | srebrny            | brązowy            | brązowy          |
| ------- | ------------------ | ------------------ | ------------------ | ---------------- |
| 48 kg   | Ahuly Ibáñez       | Eliazar Yajures    | Eduardo Pincay     | ----             |
| 52 kg   | Ricardo Buterbaugh | Galo Legarda       | Oscar Luna         | ----             |
| 57 kg   | Alexis Carrión     | Alvaro Bonilla     | Juan Velarde       | Nelson Fernández |
| 62 kg   | Rafael Meléndez    | Víctor Velarde     | José Domínguez     | ----             |
| 68 kg   | Segundo Olmedo     | José Márquez       | Javier Velarde     | ----             |
| 74 kg   | Angel Guerra       | Héctor Vergara     | Guillermo Moor     | ----             |
| 82 kg   | Flavio Quiroz      | William Patiño     | Fernando Jaramillo | ----             |
| 90 kg   | Roberto Herazo     | Duvilicio Figueroa | Ramón Ocampo       | ----             |
| 100 kg  | José Tovar         | Richard Díaz       | Max Galindo        | ----             |
| +100 kg | Miguel Zambrano    | Freddy Phillips    | Milton Estrella    | ----             |